# مسجد الخضراء
مسجد الخضراء، وهو من مساجد العراق القديمة الأثرية الواقعة في محافظة البصرة، كما يذكر انه تم تعميره في عام 2013م.